# サマンダリン
サマンダリン（Samandarin、もしくはSamandarine）は、主にファイアサラマンダー (Salamandra salamandra) の皮脂腺に含まれるステロイドアルカロイドである。猛毒で、中枢神経系に作用して呼吸麻痺を起こす。血圧上昇作用、局所麻酔作用もあると言われている。
ファイアサラマンダーに含まれる類縁体としてサマンダリジン(C21H31NO)、サマンダロン (Samanderon、C22H31NO2) がある。

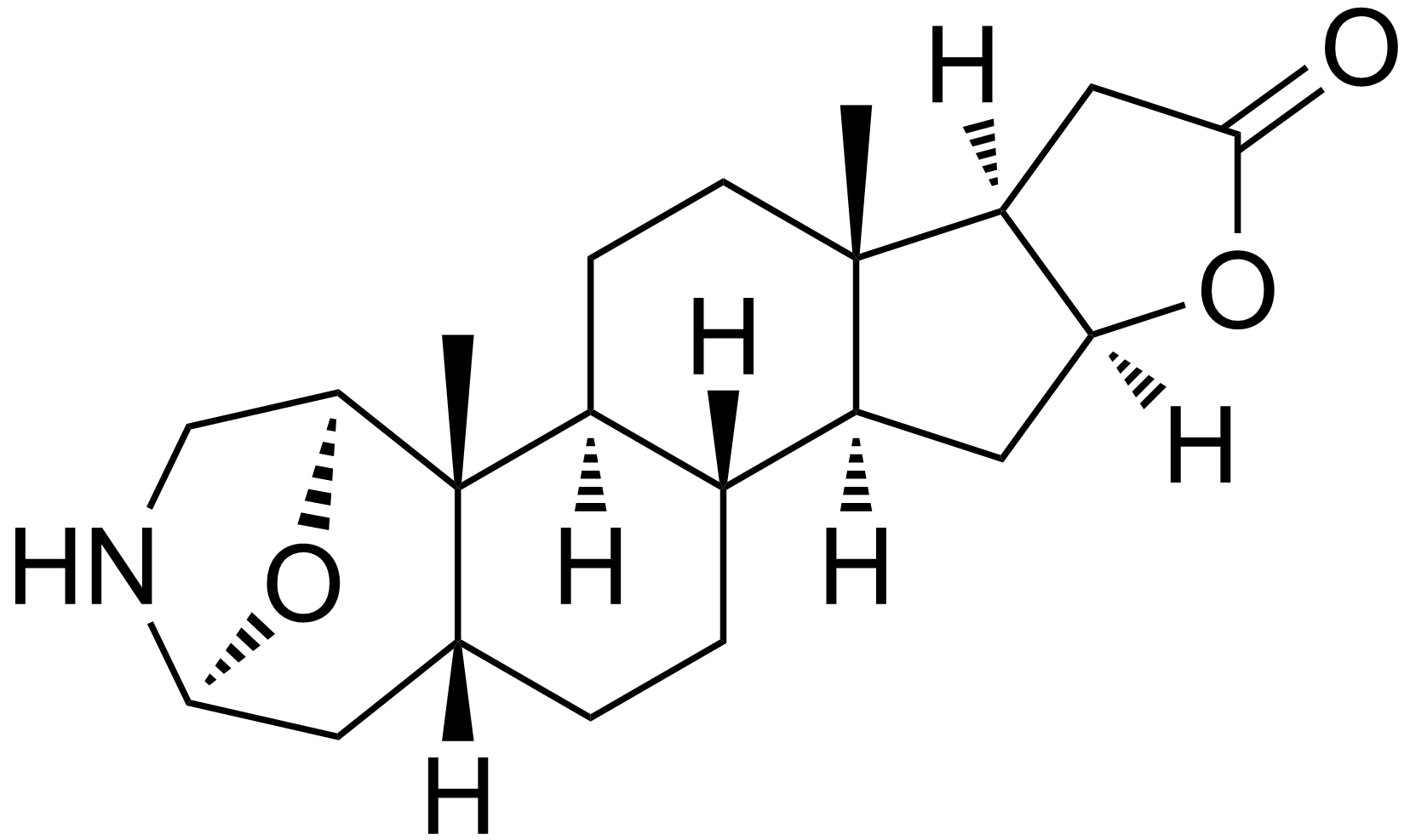
サマンダリジンの構造